# جياشينتو سيستوني
جياشينتو سيستوني (بالإيطالية: Diacinto Cestoni)‏ هوَ عالم إيطالي الجِنسية، عُرف بأنهُ عالم بالأحياء وَبِعلم التاريخ الطبيعي، وُلدَ في مَنطقة مونتيجورجيو التابِعة لِمقاطعة فيرمو الإيطالية بِتاريخ 13 مايو 1637، وتوفيَ في 29 يناير 1718.
كانَ جياشينتو من العِصاميين (التعلم الذاتي). عاشَ جياشينتو في مدينة ليفورنو الإيطالية وعمَل في صيدلية كان يَملُكها بالقُرب من الميناء، وقامَ بِدراسة البراغيث والطحالب، واكتشفَ أنَّ القارِمة الجَربية هي المُسبب الرئيس لِمرض الجَرب.

## أُنظر أيضاً
- تولد تلقائي.

## روابط خارجية
- تاريخ اكتِشاف الجَرب، موقِع جامعة ستانفورد.
- تاريخ الطب- الأجيل ذاتية النُمو، وأجناس بناءً على الجرب، وعلم التشريح المجهري، اكسوركس التشريحية.